# Ломбард

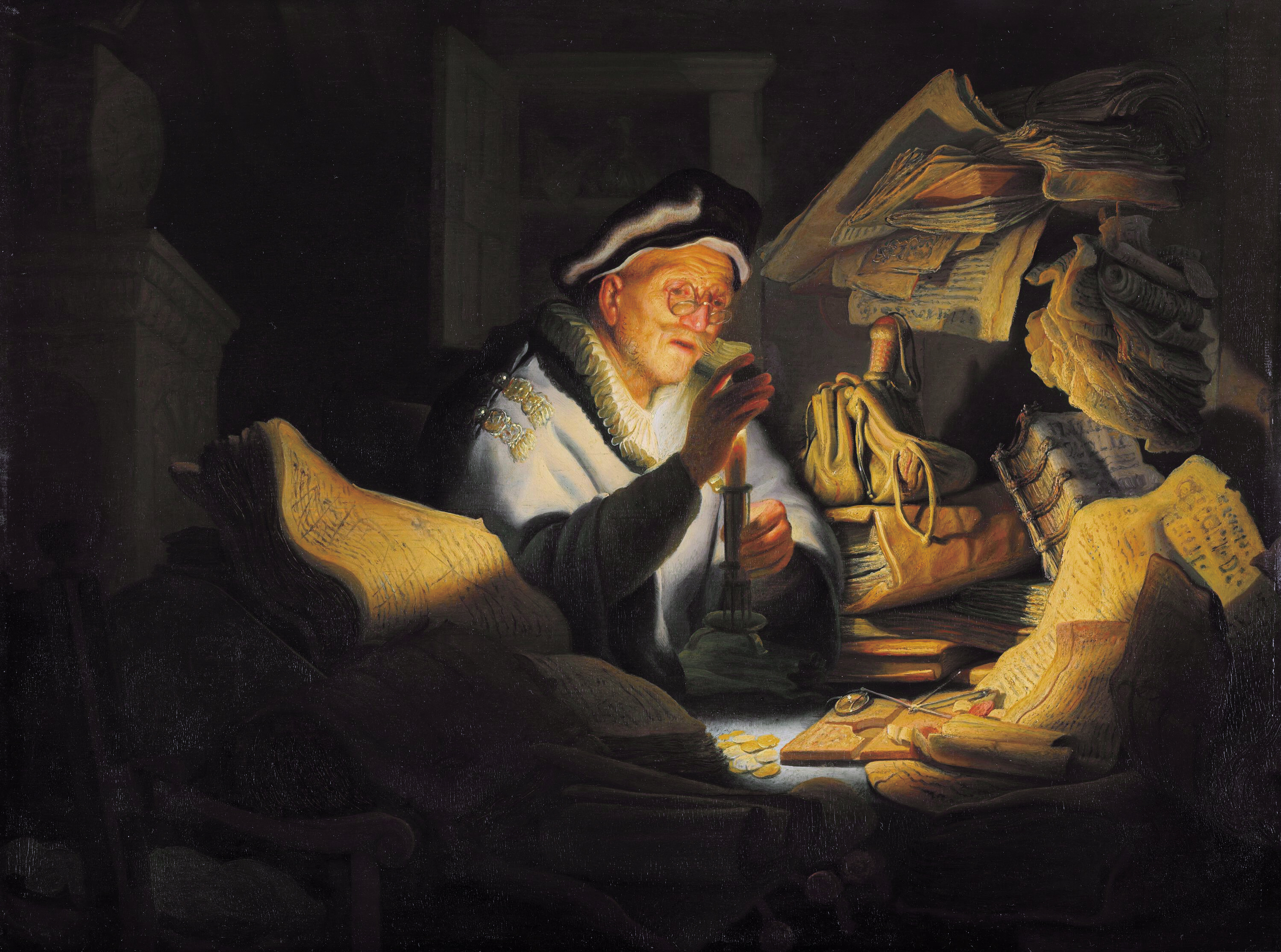
Міняйло Рембрандта, 1627

Ломба́рд — спеціалізована кредитна установа, яка надає короткотермінові позики під заставу особистого майна позичальника.

## Опис
Залежно від спеціалізації, у ломбардах приймають дорогоцінний метал, побутові речі (мала та велика побутова техніка), електроніку (смартфони, комп'ютери, планшети, ноутбуки), велосипеди тощо. Можна закласти рухоме майно (легковий, вантажний автомобіль, спецтехніка) і нерухомість. Деякі ломбарди спеціалізуються на рухомому майні, в такому разі ця установа — автоломбард.
За кілька хвилин працівник ломбарду оцінить техніку чи коштовність, складе контракт-розписку та виплатить гроші. Після експертизи речей клієнту називають суму, яку може виплатити ломбард і, якщо вона задовольняє клієнта, укладають договір.
У документі зазначається річ, яка заставляється, її оціночна вартість, термін застави, сума, яку позичальник має заплатити через обумовлений час. Залежно від виду застави у контракт-розписку вносять додаткові пункти.
Ломбард нараховує певні відсотки на надану у кредит суму. Залежно від політики ломбарду, до відсоткової ставки може входити сума користування позикою, зберігання, страхування. Позичальник, здаючи у ломбард свою річ, має змогу викупити її через деякий час. Здаючи річ у ломбард, її можна викупити, але й можна втратити назавжди.

## Історія
Перші ломбарди виникли у середньовіччі в Ломбардії, куди хрестоносці звозили награбоване майно з Константинополя. До виникнення ломбардів її функції виконували лихварі, які існували задовго до виникнення ломбардів.
У XV сторіччі французький король Людовик XI надав монополію на лихварство підприємцям, які зобов'язувалися стягувати відсотки в строго визначених межах. Вийшло так, що утримувачами королівського привілею стали переважно вихідці з історичної області Ломбардія в Північній Італії, із столицею в Мілані, де цей бізнес вже давно був відомий. З тих пір і виникло поняття «Будинок ломбардця», або просто «ломбард», що позначає узаконений заклад по видачі позик під заставу ліквідного рухомого майна. Так в Європі була знайдена альтернатива лихварському свавіллю.
У Російській імперії ломбарди виникли значно пізніше — перші кроки до їх створення влада почали робити тільки з 1733 року. А лихварський промисел з величезними відсотками процвітав і в XIX столітті.

## Законодавче регулювання
Діяльність ломбардів регламентується Цивільним та Господарським Кодексами України, законами України  «Про фінансові послуги та державне регулювання ринків фінансових послуг», «Про заставу», «Про забезпечення вимог кредиторів та реєстрацію обтяжень».

## Критика
Ломбарди сприяють розвитку злочинності і наркоманії, бо алко- чи накрозалежні ігромани здають награбоване у ломбард. Хоча, при здачі речей особа повинна принести паспорт громадянина, це не зашкоджує злочинцям здавати речі. Більшість наркозалежних виносять речі з дому, але коли виносити більше нічого, вони починають красти.